# Tris(triméthylsilyl)silane
Le tris(triméthylsilyl)silane, ou TTMSS, est un composé organosilicié de formule chimique HSi(Si(CH3)3)3. Il se présente comme un liquide clair rangé parmi les hydrosilanes en raison de sa liaison Si–H. Cet hydrogène est relativement labile, avec une énergie de dissociation estimée aux environs de 350 kJ/mol, à comparer à celle du triméthylsilane HSi(CH3)3, qui vaut plutôt 393 kJ/mol. Pour cette raison, le TTMSS est utilisé en synthèse chimique comme donneur d'atomes d'hydrogène. Il est présenté comme alternative plus écologique à l'hydrure de tributylétain HSn(CH2CH2CH2CH3)3,.
On peut le préparer en protonant du tris(triméthylsilyl)silyllithium LiSi(Si(CH3)3)3, lui-même dérivé du tétrakis(triméthylsilyl)silane Si(Si(CH3)3)4 :
Si(Si(CH3)3)4 + CH3Li ⟶ LiSi(Si(CH3)3)3 + Si(CH3)4 ;
LiSi(Si(CH3)3)3 + HCl ⟶ HSi(Si(CH3)3)3 + LiCl.
La réaction de chlorure de triméthylsilyle ClSi(CH3)3 et de trichlorosilane HSiCl3 en présence de lithium produit également du TTMSS, mais avec un rendement faible :
3 ClSi(CH3)3 + HSiCl3 + 6 Li ⟶ HSi(Si(CH3)3)3 + 6 LiCl.
Il existe de nombreux complexes préparés avec le ligand hypersilyle –Si(Si(CH3)3)3.